# Cuq-Toulza
Cuq-Toulza – miejscowość i gmina we Francji, w regionie Oksytania, w departamencie Tarn.
Według danych na rok 1990 gminę zamieszkiwało 546 osób, a gęstość zaludnienia wynosiła 24 osób/km² (wśród 3020 gmin regionu Midi-Pireneje Cuq-Toulza plasuje się na 557. miejscu pod względem liczby ludności, natomiast pod względem powierzchni na miejscu 476.).